# Neat Records
La Neat Records è stata un'etichetta discografica indipendente con base a Wallsend, una piccola città dell'Inghilterra poco distante da Newcastle.

## Storia
Venne fondata nel 1979 da Dave Wood e iniziò l'attività con il lancio del singolo Don't Touch Me There dei Tygers of Pan Tang. La Neat rivestì una fondamentale importanza per la diffusione della NWOBHM, occupandosi di molti gruppi emergenti di quel periodo, tra cui Venom e Raven. L'etichetta pubblicò anche i primi dischi del gruppo thrash metal danese Artillery.
Nel 1992 Jess Cox, l'ex cantante dei Tygers of Pan Tang, ne divenne co-titolare e tre anni dopo creò il marchio indipendente Neat Metal, che si specializzò nelle ristampe in CD; lo stesso anno la Neat Records, a causa di problemi finanziari, venne acquistata dalla Sanctuary Records. Nel 2002 Cox cedette anche il suo marchio alla stessa Sanctuary.
La storia della casa discografica è raccontata nel libro Neat & Tidy – The Story Of Neat Records, pubblicato nel 2015 dal giornalista John Tucker.

## Principali artisti pubblicati
- Artillery
- Atomkraft
- Blitzkrieg
- Cloven Hoof
- Cockney Rejects
- Cronos  (vedi Conrad Lant)
- Geordie
- Heavy Pettin
- Hellanbach
- Jaguar
- Jess Cox
- Mantas (vedi Jeffrey Dunn)
- Peer Günt
- Persian Risk
- Raven
- Saracen
- Satan
- Tygers of Pan Tang
- Venom
- White Spirit
- Wishbone Ash